# Brood (comics)
Pour les articles homonymes, voir Brood.
Les Brood sont une race d'aliens parasites appartenant à l'univers de Marvel Comics. Ils ont été créés par Chris Claremont et Dave Cockrum et sont apparus pour la première fois dans Uncanny X-Men #155, en mars 1982.

## Origine
En accord avec Dave Cockrum, les Brood furent originellement conçus pour servir de subalternes génériques au méchant principal de Uncanny X-Men #155: «nous avions Deathbird dans cette histoire particulière et Chris [Claremont] avait écrit dans le scénario « des acolytes étrangers divers ». Donc j'avais dessiné Deathbird attendant dans cet immeuble en construction et j'ai juste ajouté, à côté d'elle, la chose la plus horrible à laquelle je pouvais penser».

## Caractéristiques

### Caractéristiques physiques
En dépit de leur ressemblance avec les insectes, les Brood ont un endosquelette aussi bien qu’un exosquelette. Contrairement aux insectes, ils ont des mâchoires dentées et non des mandibules. Leur crâne est triangulaire et plat, avec une marque de naissance (comme la hache de guerre qui est la plus commune, mais différente pour chaque Brood) entre leurs grands yeux. Leurs deux jambes avant sont en réalité de longs tentacules qu'ils peuvent utiliser pour manipuler des objets.
En raison de leur armure naturelle et de leurs dents, les Brood sont très dangereux dans un combat. De plus, ils ont des dards qui peuvent délivrer du poison paralysant aussi bien que mortel.
- deux yeux jaunes, six pattes, 2,45 mètres de long[1] ;
- couleur marron ;
- ailes transparentes, dents pointues, carapace ;
- deux aiguillons à la fin de la queue, par lesquels la Reine Brood peut injecter ses œufs dans les êtres vivants ; l'œuf absorbe son hôte pour en faire un Brood ;
- gouvernement matriarcal, représenté par la Reine « Notre Mere-à-tous » (Mother-of-us-all) ;
- bâtissent leurs vaisseaux autour de grands animaux spatiaux, réduits en esclavage par un virus artificiel.

### Reproduction
Les Brood sont des parasites ayant la capacité d'imprégner un hôte (de n'importe quelle forme de vie) avec un œuf. Chaque hôte ne peut supporter qu’un œuf. Quand l'embryon se développe, l'hôte meurt et devient un Brood.
Ils utilisent une sorte de mémoire atavique pour insuffler tous leurs souvenirs à l’hôte, et dans le même temps la reine connaît tout ce que connaissent les différents individus, ainsi chacun possède l’ensemble des connaissances de la race.
Si l'hôte possède des pouvoirs génétiques, le Brood résultant en héritera. Une fois le Brood "né", l'hôte semble mort, mais dans quelques cas la volonté de celui-ci peut être assez forte pour survivre et coexister avec le Brood.
Le Brood peut aussi transformer la forme originelle de son hôte en hybride mariant les caractéristiques de l'hôte et du Brood.

### Civilisation
La société des Brood est typiquement insectoïde, comme les abeilles ou les fourmis. Les Reines sont les dirigeantes absolues, tandis que les "sleazoids" font tout le travail; malgré leur condition, ils ne se rebellent jamais contre leurs Reines, peut-être en raison des capacités télépathiques de ces dernières. Cependant, les Reines n'ont aucune allégeance l'une envers l'autre. Ils ont aussi développé, ou volé, une technologie de pointe.
Leur planète d'origine est inconnue. Ils sont arrivés dans la galaxie Shi'ar il y a très longtemps et ont commencé à infester beaucoup de mondes, devenant les ennemis mortels des Sh'iar. Dans cette galaxie ils ont trouvé de grandes créatures demeurant dans l'espace qu'ils utilisent comme des vaisseaux spatiaux vivants. Ceux-ci incluent les Acanti semblables à une baleine et les Starsharks semblables a un requin. Les Brood utilisent un virus qui lobotomise efficacement les créatures, puis ils les contrôlent bioniquement. Les Brood creusent une partie des créatures (en la dévorant) et utilisent l'espace ainsi créé pour y vivre, comme des termites mangeant un arbre. Ceci tue finalement les bateaux vivants, les obligeant à en capturer de nouveaux.
Un Acanti qu'ils ont capturé avait une taille inhabituelle (sa cage thoracique seule avait la taille d'une chaîne de montagnes.) Ils l'ont utilisé comme base principale et, lorsqu’il est mort et s'est effondré sur une planète, ils en ont fait leur ville principale. Le cadavre était si grand, qu’il a pris des siècles juste pour pourrir à moitié. Cependant, les prédateurs de la planète ont infesté la zone du cerveau de l'Acanti, aussi les Brood l'évitent-ils.

## Pouvoirs
Les Broods n'ont pas de pouvoir spécifique. Cependant, lorsqu'ils s'en prennent aux X-Men, ils espèrent que leur absorption dans la ruche créera des lignées de Broods dotés des capacités de ces mutants.